# Шраманера

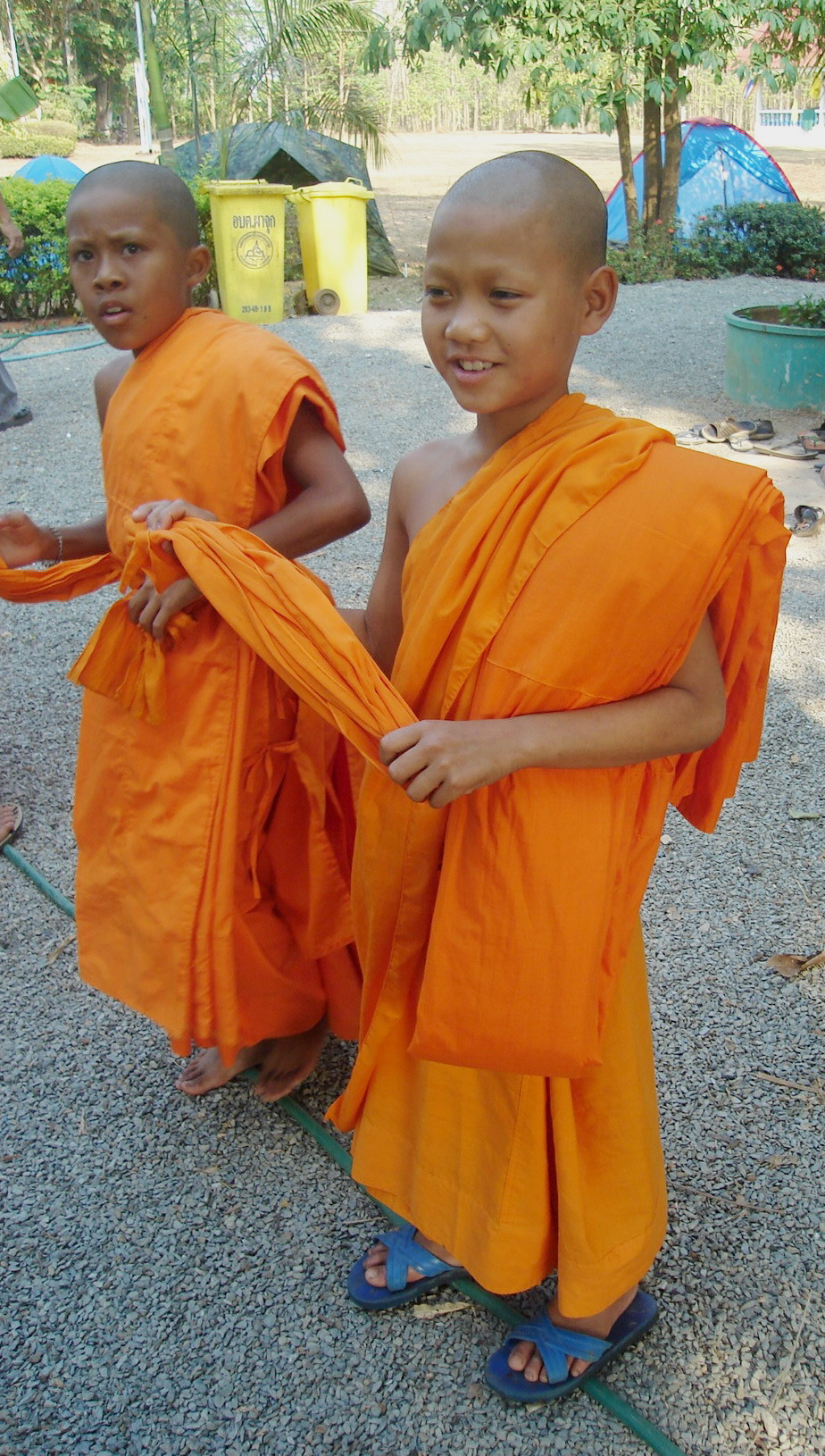
Шраманеры в Таиланде

Шраманера (санскр. श्रामणेर (IAST: śrāmaṇera); пали sāmaṇera; кит. 沙彌 кор. 사미; бирм. ရှင်သာမဏေ shin thamanei, тайск. สามเณร samanen; кхмер. សាមណេរ samaner; монг. хувраг; бур. хубараг) — монах-послушник в буддизме, тот, кто готовится углубиться в веру. Женщина в этом же статусе называется шрамнери или шраманерика (санскрит: śrāmaṇerī или śrāmaṇerikā, пали sāmaṇerī, кит. трад. 沙彌尼, пиньинь Shāmíní, синг. සාමණේරී)

## Этимология
Буквальное значение слова śrāmaṇera — «маленький шрамана»: «маленький» в значении «ребёнок»; «шрамана» в смысле «монах, аскет».

## Обеты
В соответствии с Винаей, не достигшие двадцати, не могут принять обетов бхикшу, но могут принять обеты шраманеры. Шраманеры обязаны соблюдать десять обетов нравственного поведения:

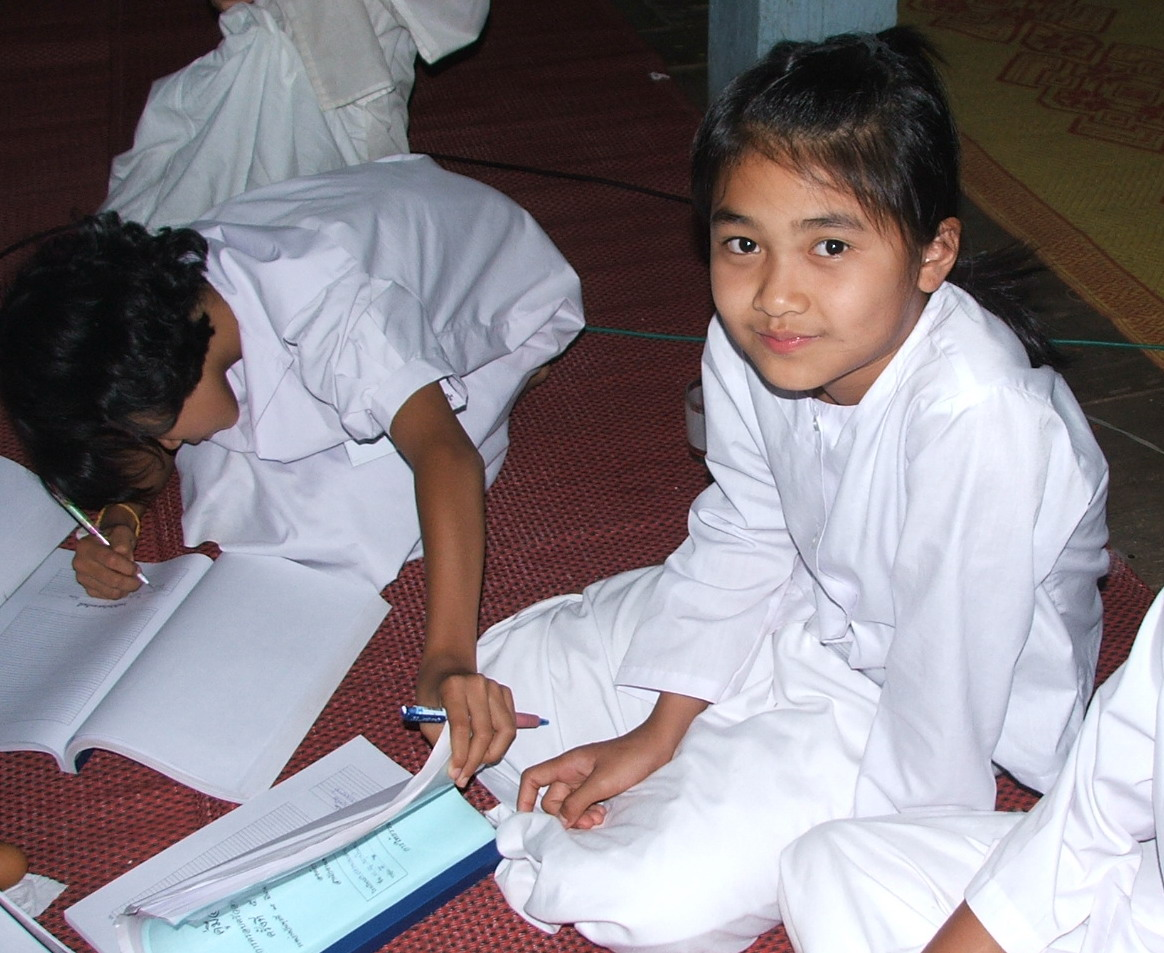
Молодая буддийская монахиня в Таиланде

1. Воздерживаться от убийства живых существ.
2. Воздерживаться от воровства.
3. Воздерживаться от похоти (секс, вожделение).
4. Воздерживаться от лжи.
5. Воздерживаться от употребления алкоголя и веществ, затуманивающих сознание.
6. Воздерживаться от принятия пищи в неположенное время (после полудня).
7. Воздерживаться от увеселений.
8. Воздерживаться от использования парфюма, косметики, украшений.
9. Воздерживаться от сидения на высоком, мягком, роскошном сиденье.
10. Воздерживаться от обладания деньгами.

Церемонии посвящения различаются для шраманеров и шраманери.

## В тибетском буддизме
Тибетское монашество придерживается традиции Муласарвастивады. Через Тибет эта традиция была передана также в Монголию и Бурятию.

### В Буддийской традиционной Сангхе России

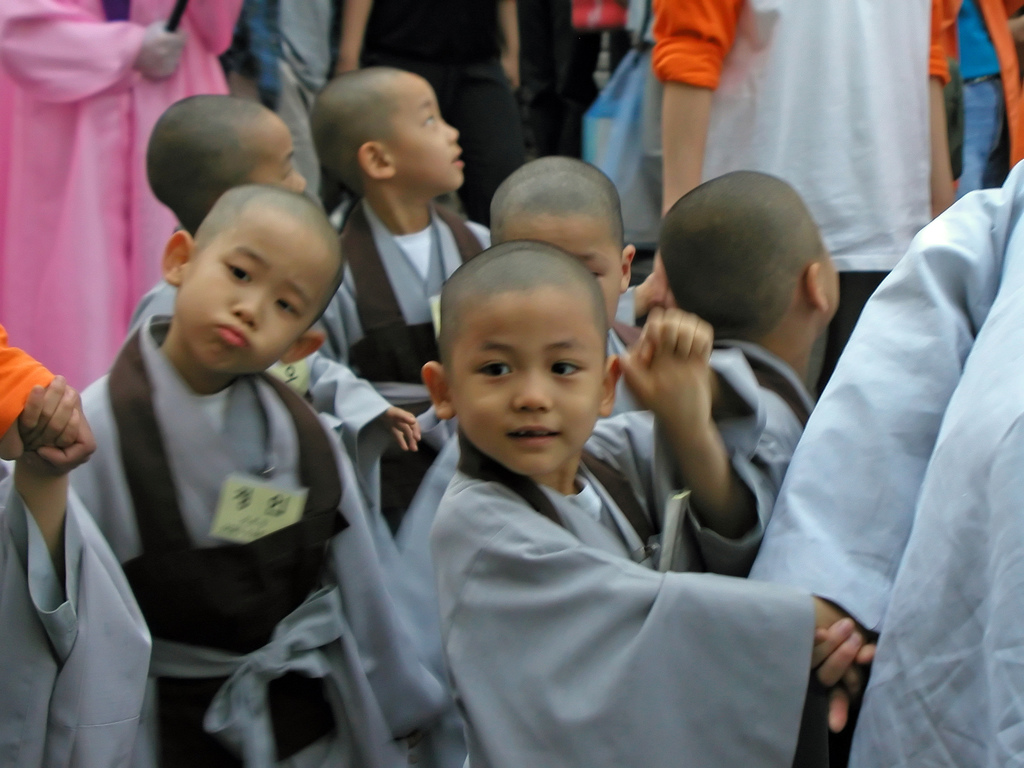
Шраманеры из корейской традиции буддизма

Высшее религиозное буддийское образование в России можно получить при дацанах. Буддийские учебные заведения делятся на мужские и женские. В России существует всего один женский дацан — «Зунгон Даржалинг» в Улан-Удэ.
Самое крупное мужское учебное заведение в России, в котором хувараки постигают основы буддийской философии, — университет «Даши Чойнхорлин» имени Дамба-Даржа Заяева. Он создан в 1991 году и расположен на юго-западе от города Улан-Удэ при Иволгинском дацане.
В университете под руководством преподавателей и духовных наставников из Монголии, Тибета, Индии и Бурятии обучаются более ста хувараков из разных стран. Ежегодно в буддийский университет набирают 25 человек в возрасте от 15 лет. Обучение в дацане только очное и бесплатное. Срок обучения составляет восемь лет.
Два раза в год хувараки уходят на каникулы: летние (с июня по сентябрь) и зимние — в дни буддийского Нового года Сагаалгана.
Хувараки изучают буддийскую философию, восточную медицину, этнографию, тибетский, старомонгольский и бурятский языки, а также иконографию, основы тантризма и медитации. В учебной программе есть и общеобразовательные предметы: право, математика, логика, психология, экономическая теория, социология, политология, западноевропейская философия, английский язык и история.

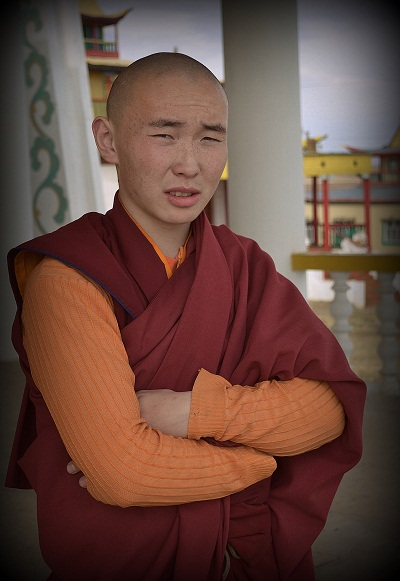
Хуварак-шраманера Сартул-Гэгэтуйского дацана. Бурятия

По окончании университета хуварак получает диплом о высшем образовании и звание ламы (хандамы — для женщин). Самые способные хувараки продолжают обучение в Индии, в буддийском монастыре Дрепунг — Гоман-дацане. Пройдя традиционный 16-летний курс обучения, ламы получают звание Геше — эквивалент кандидата философских наук. Желающие имеют возможность защищаться на более высокие ученые степени — Геше-дорамба, Геше-габжу (доктор) и Геше-лхарамба (профессор).
Выпускники буддийских вузов могут реализовать себя не только в служении в дацанах, но также способны работать переводчиками, востоковедами, специалистами по тибетской медицине, этнографами, астрологами, мастерами танкографии, а также преподавать в буддийских учебных заведениях.

#### Быт хуварака
После зачисления в университет хуварак даёт обет послушника, включающий в основном укрощение ума, тела, речи и сознания.
Хувараки живут на территории дацана в домах священнослужителей. Свой спартанский быт обустраивают сами. День начинается с раннего подъёма (в пять-шесть утра) и утреннего хурала (молебна). Два больших перерыва в занятиях длятся по часу. За это время послушники успевают приготовить себе еду, поесть, привести в порядок помещение, в котором живут. С пяти-семи вечера выполняют домашние задания, по выполнении которых ужинают.
Кроме учёбы, хувараки участвуют в хозяйственных делах дацана. Например, готовят его здания и территорию к большим храмовым праздникам: красят, делают мелкий ремонт и даже строят. Во время летних каникул разрешается подрабатывать за пределами дацана.